# Гарольд и Кумар 2: Побег из Гуантанамо
«Гарольд и Кумар 2: Побег из Гуантанамо» (англ. Harold & Kumar Escape from Guantanamo Bay) — американская комедия 2008 года. Продолжение фильма 2004 года «Гарольд и Кумар уходят в отрыв».

## Сюжет
Гарольд вместе с Кумаром отправляется за своей возлюбленной в Амстердам. В аэропорту они встречают Ванессу, любовь Кумара. Она собирается замуж за Колтона через неделю. В самолёте Кумар решает, что ему срочно нужно покурить травки, для этого он использует бонг. Одна из пассажирок замечает Кумара с бонгом и принимает его за террориста. Гарольда и Кумара хватает служба безопасности. Они попадают в руки секретаря министерства национальной безопасности США Фокса, который не сомневается, что перед ним террористы. Гарольда и Кумара отправляют в тюрьму Гуантанамо.
В тюрьме охранники склоняют Гарольда и Кумара к оральному сексу, но в соседней клетке террористы вырубили охранника, и Гарольду с Кумаром удается сбежать.
С кубинскими эмигрантами они возвращаются в США в Майами. Там они находят своего старого друга Разу, он даёт им одежду и машину. Они отправляются к Колтону, у него есть связи на верхах. Они заезжают в Бирмингем в штате Алабама. Испугавшись негров, игравших в баскетбол на улице, они бросают машину и убегают. В алабамских лесах они встречаются с местным фермером. Они остаются у него на ночлег. Ночью одноглазый мутант, сын фермера, пытается укусить Гарольда, и он с Кумаром посреди ночи убегает.
В лесу они натыкаются на собрание Ку-клукс-клана. Вырубив двух куклуксклановцев, Гарольд и Кумар надевают белые балахоны и присоединяются к пиршеству куклуксклановцев, но вскоре их разоблачают. Они убегают и запрыгивают в автомобиль, за рулём которого находящийся в наркотическом опьянении Нил Патрик Харрис. Он завозит друзей в публичный дом, где ставит клеймо на ягодицу проститутки. В Харриса стреляют, а Гарольд и Кумар сбегают.
На машине Нила Патрика Харриса Гарольд и Кумар добираются до Колтона. Колтон обещает помочь, но вместо этого сдаёт друзей министерству национальной безопасности. В самолёте по дороге в Гуантанамо Гарольду удаётся завязать драку с охранниками и выпрыгнуть из самолета с парашютом и Кумаром. Вслед за ними выпрыгивает и Фокс, но без парашюта.
Гарольд и Кумар, проломив крышу, попадают домой к президенту США Бушу. Покурив с Бушем травки, они становятся хорошими приятелями. Буш решает им помочь. В сопровождении охраны президента Гарольд и Кумар врываются на свадьбу Колтона и уводят Ванессу из-под венца.
В конце концов они попадают в Амстердам, и Гарольд находит там свою возлюбленную. В сцене после титров Нил Патрик Харрис приподнимается с земли — он пережил выстрелы.

## В ролях
| Актёр             | Роль                                     |
| ----------------- | ---------------------------------------- |
| Кэл Пенн          | Кумар Патель                             |
| Джон Чо           | Гарольд Ли                               |
| Паула Гарсес      | Мария                                    |
| Дэннил Харрис     | Ванесса                                  |
| Эрик Уинтер       | Колтон, жених Ванессы                    |
| Нил Патрик Харрис | в роли самого себя                       |
| Амир Талаи        | Раза Саид, друг Гарольда и Кумара        |
| Дэвид Крамхолц    | Сэт Голдштейн                            |
| Эдди Томас        | Энди Розенберг                           |
| Роб Кордри        | Рон Фокс, секретарь АНБ                  |
| Джек Конли        | помощник Фрай                            |
| Роджер Барт       | Доктор Джон Бичер, вице-председатель АНБ |
| Кристофер Мелони  | Гранд Мастер собрания Ку-клукс-клана     |
| Клайд Кусатсу     | отец Гарольда                            |
| Беверли Д’Анджело | Салли                                    |
| Джон Рип          | Реймус                                   |
| Эд Хелмс          | переводчик Джек                          |
| Рэндал Ридер      | Большой Боб, охранник из тюрьмы          |
| Джеймс Адомиан    | Президент Джорж Уокер Буш                |
| Мисси Пайл        | Рэйлин                                   |

## Сборы
Бюджет фильма составил 12 млн. $. В первые выходные собрал 14,908,404 $ (второе место). В прокате с 25 апреля по 17 июля 2008, наибольшее число показов в 2,545 кинотеатрах единовременно. За время проката собрал в мире 43,493,123 $ (103 место по итогам года) из них 38,108,728 $ в США (75 место по итогам года) и 5,384,395 $ в других странах.